# Tejeda de Tiétar
Tejeda de Tiétar – gmina w Hiszpanii, w prowincji Cáceres, w Estramadurze, o powierzchni 52,83 km². W 2011 roku gmina liczyła 873 mieszkańców.